# 吳必顯
吳必顯（1448年—？），字德純，直隸池州府石埭縣人，民籍，明朝政治人物。

## 生平
成化七年（1471年）辛卯科應天府鄉試第一百三十四名舉人。成化二十三年（1487年）中式丁未科會試第三百五名，三甲第一百五十名進士。弘治二年任江西泰和县知县。升山西澤州知州，官江西九江府同知。

## 家族
曾祖吳妹秀；祖父吳麟祥；父吳淳宗，母程氏。永感下。